# Myriotrochus clarki
Myriotrochus clarki is een zeekomkommer uit de familie Myriotrochidae.
De wetenschappelijke naam van de soort werd in 1986 gepubliceerd door Gage & Billett.